# Fèlix Freixas i Gich
Fèlix Freixas i Gich (Mont-ras, 12 de gener de 1903 – Palafrugell, 8 de maig de 1967), fill de Narcís Freixas i de Dolors Gich, el 1923 entra a treballar a Manufacturas del Corcho. També polia rodes de molí. Segons recorda la família havia estat sindicalista a la CNT i va col·laborar en la distribució als masos de Mont-ras dels refugiats durant la Guerra Civil Espanyola.
És enviat al front el 21 de setembre de 1938, travessa la frontera el 10 de febrer de 1939 i és concentrat al Voló, on escull retornar a Espanya. Entra a Espanya per Irun el 14 de febrer de 1939 des d'on se'l traslladarà a l'Hospital de l'Acadèmia Militar de Saragossa i hi estarà ingressat 23 dies. Reclós al camp de concentració de San Juan de Mozarrifar (Saragossa) l'11 de març de 1939 fins a finals del mateix any quan és traslladat a la presó provincial de Girona. Jutjat el gener de 1940 i condemnat a vint anys de presó. El 1941 és traslladat a Santander. És posat en llibertat el 20 de juliol de 1943 i retorna a Palafrugell. El 1944 es reincorpora a la seva antiga feina a Manufacturas del Corcho. Es casa el 22 de maig de 1948 amb Victòria Pairó Piferrer. Va morir a Palafrugell el 8 de maig de 1967.
Les seves vivències queden recollides en memòries, notes i correspondència del seu fons. La documentació original la conserva la seva família que va autoritzar l'Arxiu Municipal de Palafrugell a disposar d'una còpia digital de la documentació. En el fons, destaca el dietari sobre la guerra i la seva experiència al front i la correspondència des del front, i també les imatges dels anys 30 de les zones de Tamariu, Calella, etc. Dins la llibreta Almanaque Bailly-Bailliere Freixas copia el sumari i la sentència que el va condemnar a presó i explica la durada del trajecte de tornada des de Santander a Palafrugell. També hi anota la vida laboral, comptabilitat de les seves despeses, i hi copia cartes. Diverses anotacions d'aquesta llibreta permeten datar i situar fotografies de l'àlbum.